# 조진미
조진미(2004년 11월 5일~)는 조선민주주의인민공화국의 다이빙 선수이다. 2024년 하계 올림픽 여자 10m 싱크로에서 김미래와 함께 은메달을 획득했다.

## 경력
2019년에 조선민주주의인민공화국 국가대표 선수가 되었다.
2024년 2월 카타르 도하에서 열린 2024년 세계 선수권 대회에 참가했다. 그녀는 김미래와 함께 10m 싱크로 종목에서 중국의 천위시와 취안훙찬 조의 뒤를 이어 은메달을 획득했으며 임영명과 함께 10m 혼성 싱크로 종목에서 중국의 황젠제와 장차지 조의 뒤를 이어 은메달을 획득했다.
같은 해 7월 프랑스 파리에서 열린 2024년 하계 올림픽에 참가했으며 여자 10m 싱크로에서 김미래와 함께 중국의 뒤를 이어 은메달을 획득했다.